# Oreoweisia delgadilloi
Oreoweisia delgadilloi là một loài rêu trong họ Dicranaceae. Loài này được H. Rob. & F.D. Bowers mô tả khoa học đầu tiên năm 1974.